# Ottobeuren
Ottobeuren är en köping (Markt) i Landkreis Unterallgäu i Regierungsbezirk Schwaben i förbundslandet Bayern i södra Tyskland. Folkmängden uppgår till cirka 9 000 invånare, på en yta av 56 kvadratkilometer.
Köpingen ingår i kommunalförbundet Ottobeuren tillsammans med kommunerna Böhen och Hawangen.

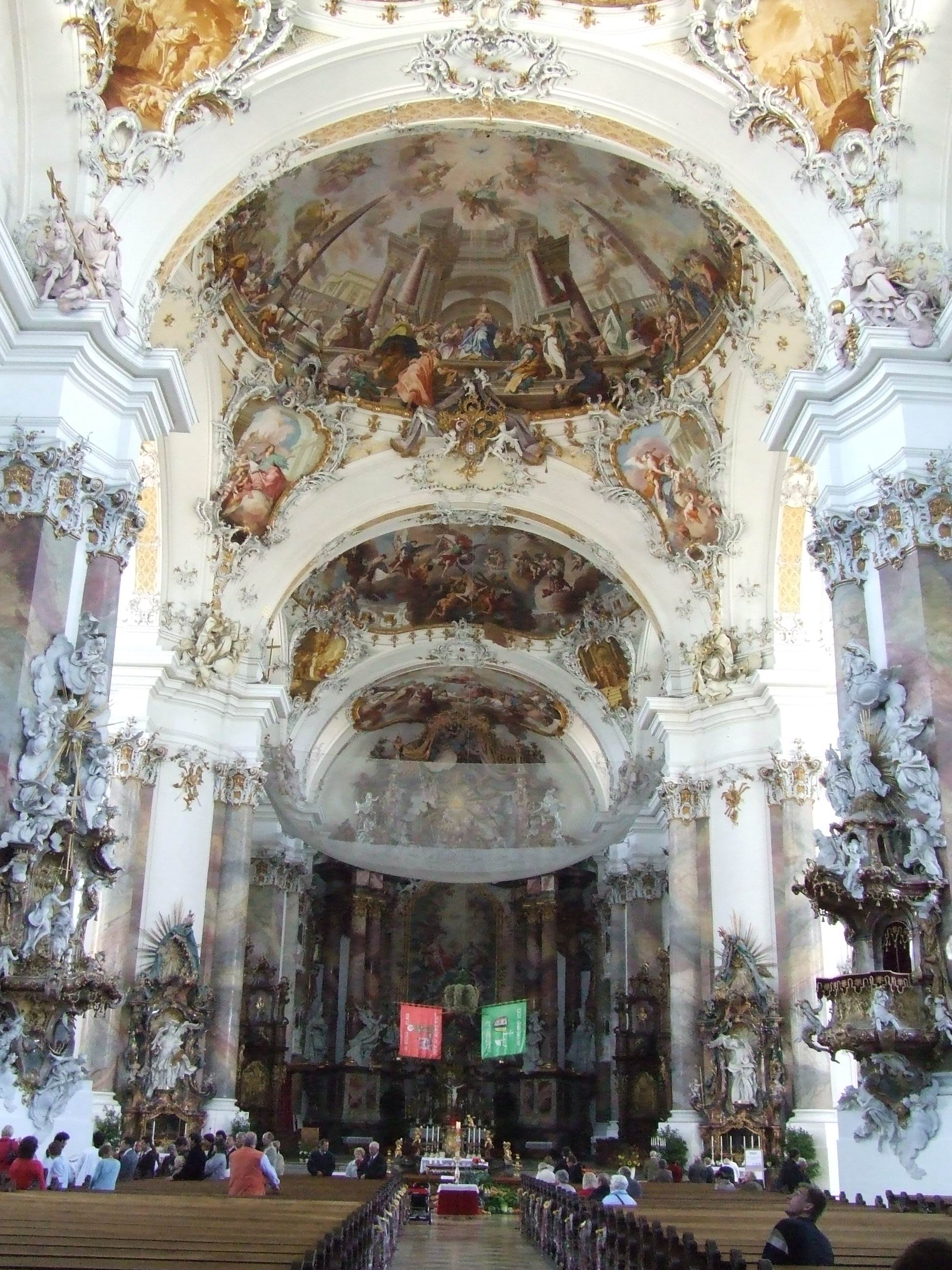
Klosterkyrkans rokokointeriör.

Ottobeuren är känt för det 764 grundade benediktinerklostret som var riksomdelbart fram till 1803. Klosterbyggnadern nyuppfördes 1711. Ett betydande klosterbibliotek finns. Mest känd är klosterkyrkan, uppförd mellan 1737 och 1766 efter ritningar av Simpert Kraemer och Johann Michael Fischer. Kyrkan är mycket stor och dess rokokodekor är en kombination av marmorstuck, fresker och vita eller gyllene stuckramar.